# Dance with the Wolves
Dance with the Wolves este unul din single-urile lansate de cântăreața ucraineană Ruslana în 2005.